# 歇爾布羅島
歇爾布羅島（Sherbro Island）是塞拉利昂的島嶼，長51公里、闊24公里，面積約600平方公里，島上有延綿65公里的熱帶海灘，2008年人口44,991，經濟活動以種植水稻、旅遊和漁業為主，該島被認為是綠海龜和棱皮龜的產卵地。

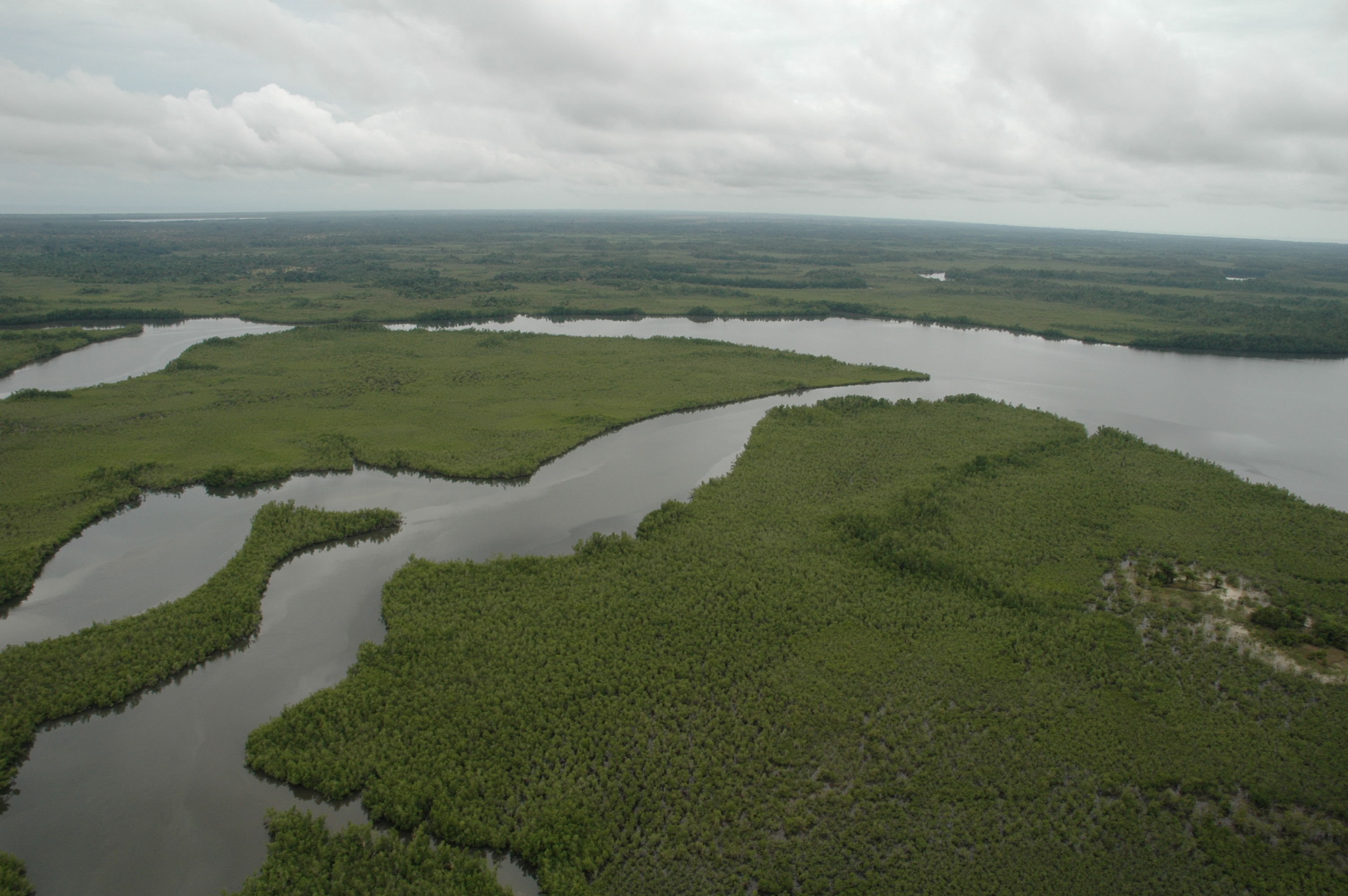

7°33′N 12°42′W / 7.550°N 12.700°W